# Kozmografija
Pojam kozmografija ima dva različita značenja: tradicionalno je to bila praznanost mapiranja općih obilježja kozmosa, neba i Zemlje ; u novije vrijeme korišten je za opisivanje tekućih napora da se odrede značajke velikih razmjera vidljivog svemira.

## Tradicionalna uporaba
Djelo iz 14. stoljeća 'Aja'ib al-makhluqat wa-ghara'ib al-mawjudat perzijskog liječnika Zakariye al-Qazwinija smatra se ranim djelom kozmografije. Tradicionalna hinduistička, budistička i đainska kozmografija shematiziraju svemir u čijem je središtu planina Meru okružena rijekama, kontinentima i morima. Ove kozmografije pretpostavljaju da se svemir opetovano stvara i uništava tijekom vrlo dugih vremenskih ciklusa.
Godine 1551., Martín Cortés de Albacar, iz Zaragoze, Španjolska, objavio je Breve compendio de la esfera y del arte de navegar. Prevedeno na engleski i nekoliko puta ponovno tiskano, djelo je godinama imalo veliki utjecaj u Britaniji. Predložio je sferne karte i spomenuo magnetsku devijaciju i postojanje magnetskih polova.
Knjiga Petera Heylina Cosmographie iz 1652. (uvećana iz njegovog Mikrokozmosa iz 1621.) bila je jedan od najranijih pokušaja da se opiše cijeli svijet na engleskom jeziku i prvi je poznati opis Australije i među prvim opisima Kalifornije. Knjiga ima četiri dijela, ispitujući geografiju, politiku i kulture Europe, Azije, Afrike i Amerike, s dodatkom o Terra Incognita, uključujući Australiju, te se proširuje na Utopiju, Zemlju bajki i "Zemlju viteštva ".
Godine 1659. Thomas Porter objavio je manji, ali opsežan Compendious Description of the Whole World, koji je također uključivao kronologiju svjetskih događaja od stvaranja nadalje. Sve je to bilo dio glavnog trenda europske renesanse za istraživanje (i možda razumijevanje) poznatog svijeta.

## Moderna uporaba
U astrofizici se pojam "kozmografija" počinje koristiti za opisivanje pokušaja određivanja distribucije materije na velikoj skali i kinematike promatranog svemira, ovisno o Friedmann–Lemaître–Robertson–Walkerovoj metrici, ali neovisno o vremenskoj ovisnosti faktor razmjera na sastav materije/energije svemira.
Posljednjih desetljeća uočeno je ubrzanje širenja Svemira. Predloženo je nekoliko dinamičkih mehanizama za objašnjenje ovog inače tajanstvenog fenomena. To uključuje modificiranu gravitaciju i tamnu energiju. Mnoga promatranja usmjerena su na područje visokog crvenog pomaka. Na primjer, supernova u kompilaciji zajedničke svjetlosne krivulje (JLA) može obuhvatiti područje crvenog pomaka do 1,3; kozmička mikrovalna pozadina (CMB) čak može retrospektivno pogledati vrlo rani svemir na z ~ 1100. Kako bi opravdali ekspanziju pri visokom crvenom pomaku, uveli su poboljšanu parametrizaciju crvenog pomaka y = z/(1 + z) kozmografija u ekspanziji baziranoj na y je matematički sigurna i korisna, zbog 0 < y < 1, čak i za visoki crveni pomak. Kasnije su predložene i neke druge metode crvenog pomaka
Riječ je često koristio i Buckminster Fuller u svojim predavanjima.